# Phyllotreta flexuosa
Phyllotreta flexuosa är en skalbaggsart som först beskrevs av Johann Karl Wilhelm Illiger 1794.  Phyllotreta flexuosa ingår i släktet Phyllotreta, och familjen bladbaggar. Arten är reproducerande i Sverige.

## Bildgalleri

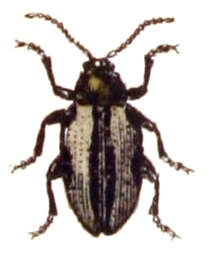